# The Beekman
The Beekman, también conocido como 5 Beekman Street o como Beekman Hotel and Residences, es un edificio en el distrito financiero de Manhattan en la ciudad de Nueva York. Se compone de edificios interconectados de 10 pisos y 45,7 m Temple Court Building y Anexo (también conocido como Temple Court) y un edificio de 51 pisos, 209,4 m torre de condominios denominada Beekman Residences, que tiene 68 unidades residenciales. El Beekman Hotel de 287 unidades se divide entre las tres estructuras.
La sección original del Temple Court Building fue diseñada por la firma de Benjamin Silliman Jr. y James M. Farnsworth en los estilos Reina Ana, neogriego y neorrenacentista. Contiene una base de granito de dos pisos, así como una fachada de ladrillo rojo arriba, adornada con piedra tostada y terracota. El anexo de Temple Court fue diseñado solo por Farnsworth en estilo neorrománico y tiene una fachada de piedra caliza. Un atrio interior tiene una claraboya, y la fachada tiene dos torres piramidales en sus esquinas. Beekman Residences, diseñado por Gerner Kronick + Valcarcel Architects, se eleva sobre el edificio original y el anexo, con torres piramidales en su pináculo.
The Beekman se erigió como Temple Court Building entre 1881 y 1883, mientras que un anexo se construyó entre 1889 y 1890. La estructura, destinada a oficinas para abogados, fue encargada y originalmente propiedad de Eugene Kelly, y fue vendida a la familia Shulsky en 1945. El Temple Court Building y el anexo se convirtieron en un hito designado por la ciudad de Nueva York en 1997, y también están contribuyendo con propiedades al distrito histórico de Fulton-Nassau, un distrito del Registro Nacional de Lugares Históricos creado en 2005. El edificio fue abandonado en 2001 y propuesto para remodelación, durante el cual se vendió varias veces y se usó para rodajes de películas. La construcción de la torre Beekman Residences comenzó en 2014 y se completó en 2016; el edificio original también se renovó por completo y se reabrió en 2016.

## Sitio
The Beekman está en el Distrito Financiero de Manhattan, justo al este del Ayuntamiento de Nueva York, el Parque del Ayuntamiento y el Centro Cívico. Limita al este con Nassau Street, al norte con Beekman Street y al oeste con Theatre Alley. El edificio Morse y 150 Nassau Street se encuentran en diagonal a través de la intersección de las calles Nassau y Beekman, mientras que Potter Building y 41 Park Row están directamente frente a Beekman Street. El edificio Park Row está directamente al suroeste, al otro lado de Theatre Alley, mientras que el edificio Bennett está en la cuadra al sur.
El Temple Court Building, en 119–133 Nassau Street, tiene una fachada de 46 m de largo en Nassau Street y Theatre Alley, y 30,5 m de profundidad en Beekman Street. Las residencias Beekman en 115–117 Nassau Street ocupan una longitud de 15,2 m a lo largo de Nassau Street y Theatre Alley. En total, The Beekman tiene 61,0 m de largo por 30,5 m de profundidad. Las direcciones alternativas para el edificio original y el anexo incluyen 119–133 Nassau Street, 3–9 Beekman Street y 10 Theatre Alley.

## Arquitectura
The Beekman se compone de dos tramos. El Temple Court Building tiene diez pisos de altura, con nueve pisos completos. Dos torres piramidales en las esquinas noroeste y noreste, así como un anexo en el lado sur, tienen un décimo piso. El Temple Court Building tiene 45,7 m de altura cuando se mide hasta los picos de sus techos piramidales, y 40,5 m de altura medida hasta el techo del noveno piso. La mayoría de las 287 habitaciones del hotel Beekman se encuentran en el Temple Court Building. El Temple Court Building y Anexo es un hito designado por la ciudad de Nueva York.
Inmediatamente al sur del Temple Court Building y Anexo se encuentra Beekman Residences, un edificio de 51 pisos, 209 m torre de condominios con domicilio principal en 115–117 Nassau Street. La torre Beekman Residences tiene el resto del hotel y 68 residencias.

### Temple Court Building y Anexo
La porción original del Temple Court Building está en la sección norte del lote. Es un edificio de ladrillo rojo y terracota en los estilos Reina Ana, neogriego y neorrenacentista, y originalmente se usó como un edificio de oficinas. La estructura fue diseñada por la firma de Benjamin Silliman, Jr. y James M. Farnsworth, que trabajaron juntos hasta 1882.
El anexo contiguo en 119–121 Nassau Street hacia el sur fue diseñado por James M. Farnsworth, quien en ese momento había establecido su propia práctica separada de su sociedad con Silliman. El anexo tiene una fachada de piedra caliza de estilo neorrománico.
El Temple Court Building y Anexo tiene 15 329 m² de espacio. Supuestamente fue "inspirado en un edificio del mismo nombre en Londres" que formaba parte de Inns of Court. Antes de su renovación en la década de 2010, el Temple Court Building fue uno de los primeros edificios altos a prueba de fuego que sobrevivió en gran parte en su estado original. También fue uno de los primeros de la ciudad en utilizar revestimientos de ladrillo y terracota, y uno de los pocos de finales del siglo XIX que se construyó alrededor de un atrio con un tragaluz.

#### Forma y fachada
El edificio original tiene un atrio que se eleva a través de los nueve pisos y está coronado por una gran claraboya piramidal. Dos pabellones se extienden hacia el sur para encerrar otro pozo de luz en el lado sur del edificio original. El anexo tiene forma de C, con un pozo de luz en su lado norte que conecta con el pozo de luz de la estructura original.
La articulación del Temple Court Building original consta de tres secciones horizontales, con revestimiento de granito en su base y ladrillo y terracota en los otros pisos. El edificio original tiene diez tramos verticales en Nassau Street y nueve en Beekman Street; los tres tramos exteriores de cada lado se proyectan ligeramente y están diseñadas como "torres" de esquina. La base de dos pisos tiene cornisas sobre ambos pisos, así como una entrada principal que da a Beekman Street y escaparates en los lados de Beekman Street y Nassau Street. La sección media de cuatro pisos está revestida con ladrillo, con vigas de terracota entre cada piso en los lados de Beekman y Nassau Street, así como cursos de música y otros elementos decorativos. La sección superior de cuatro pisos tiene un techo abuhardillado con buhardillas de hierro. El lado del Theatre Alley de la sección media y la sección superior está revestido con ladrillo simple. Las "torres" de las esquinas noroeste y noreste están coronadas por techos de pizarra piramidales, los cuales están rodeados por pináculos ornamentales más pequeños. Los techos piramidales estaban destinados a hacer que el edificio pareciera más bajo de lo que realmente era. También hay una claraboya piramidal de vidrio sobre el atrio central y un techo de asfalto con cerca de hierro decorativa sobre el resto del edificio.
El anexo tiene fachadas a Nassau Street y Theatre Alley. La fachada de la calle Nassau es de piedra caliza, con cornisas sobre los pisos segundo, sexto y noveno. Tiene dos tramos de ancho. Una entrada arqueada en este lado proporcionó entrada al anexo hasta 1963, cuando se convirtió en la entrada de una tienda. La fachada de Theatre Alley está compuesta de ladrillo con ventanas rectangulares, así como una entrada ahora llena.

#### Características

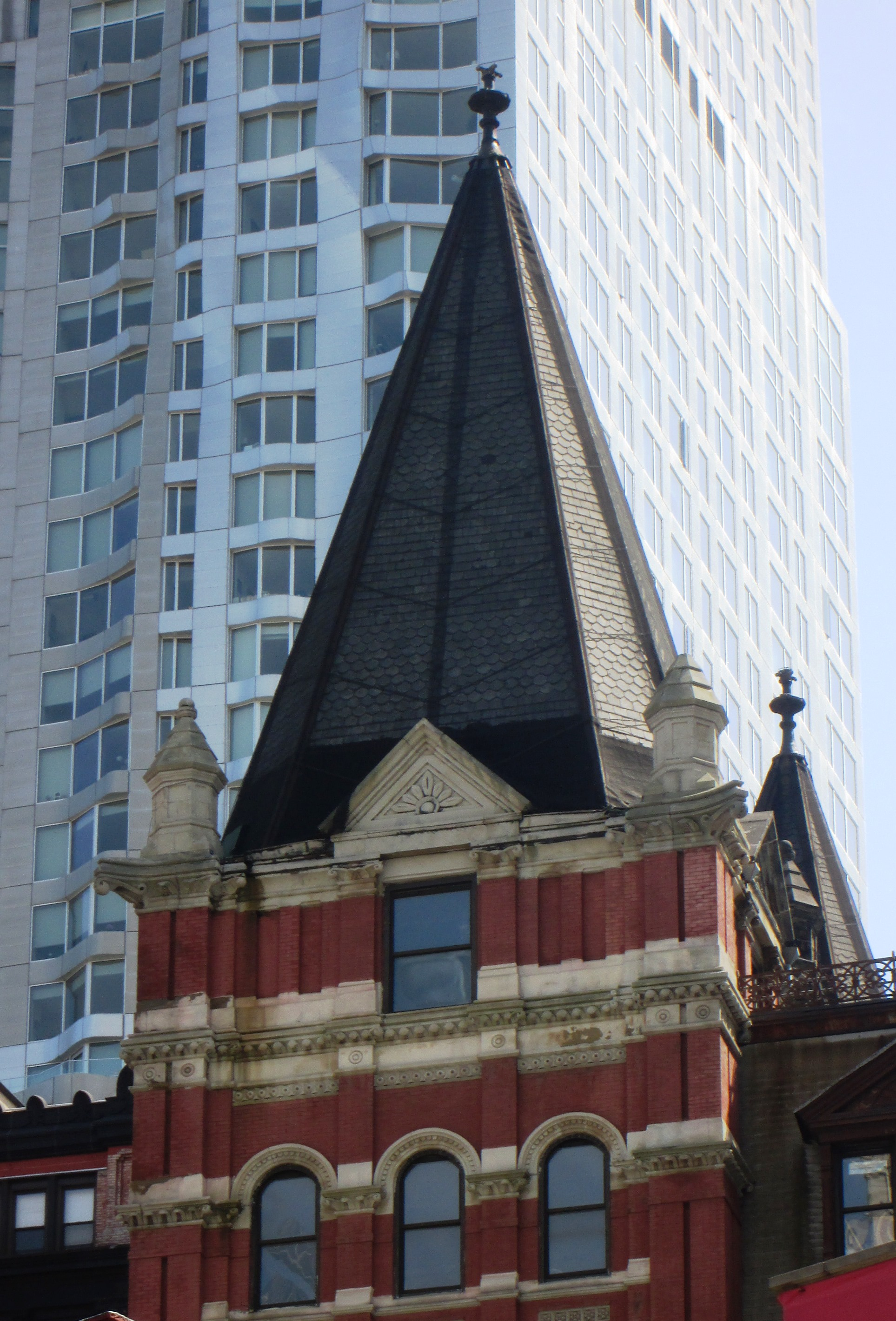
Uno de los picos piramidales del edificio.

El atrio en el centro del edificio es una abertura que mide 20 m². Se accede a través de la entrada principal en Beekman Street. Los balcones alrededor del atrio tienen pisos de mosaico y barandillas de hierro, y están sostenidos por soportes de hierro fundido en forma de dragones. Otros elementos decorativos incluyeron rejillas de metal con patrones de hojas. El atrio estuvo cerrado desde mediados del siglo XX hasta principios de la década de 2000, y una renovación de la década de 2010 agregó una cortina de humo para cumplir con los códigos contra incendios. Alrededor del atrio hay habitaciones que originalmente se usaron como oficinas; había 212 suites en total. Estas habitaciones tenían techos altos y chimeneas.
Un pozo descendía a través de nueve pisos, con trampillas en cada piso para facilitar el transporte de cajas fuertes desde el sótano. Se instalaron tres ascensores en el edificio, al sur del atrio. Una escalera de hierro envolvía el hueco central del ascensor. El anexo contenía dos ascensores adicionales. En el sótano, las vigas de soporte de hierro descienden hasta los cimientos del Temple Court Building. El edificio también tenía una gran bóveda con dos series de cerraduras que requerían dos personas para operar. Un vigilante nocturno estaba estacionado en el sótano, con instrucciones de "enviar señales eléctricas a la oficina de la policía antirrobo cada media hora".
La estructura en su conjunto fue considerada "sólidamente ignífuga": incorporaba vigas de piso de hierro, así como muros exteriores de ladrillo cuyos espesores oscilaban entre las 81,3 cm en los pisos superiores a 132,1 cm en la cimentación. También se utilizaron vigas de hierro y bloques de terracota para ignifugar el anexo. Sin embargo, el anexo tenía paredes interiores de pino, lo que contribuyó al daño en el anexo durante un incendio de 1893.

### Beekman Residences
Al sur del Temple Court Building y el anexo se encuentra la torre Beekman Residences, terminada en 2016 con un diseño de Gerner Kronick + Valcarcel Architects. La torre tiene 31 587 m² de espacio, situado en un lote de 465 m². Su altura fue posible gracias a la transferencia de derechos aéreos no utilizados del Temple Court Building. Hay dos picos piramidales de 15 m en la parte superior de la torre, que se inspiraron en los techos piramidales del Edificio del Patio del Templo.
La fachada de la torre Beekman Residences está hecha de hormigón, vidrio y metal. Consiste en ventanas de altura completa colocadas entre pilares hechos de losas de hormigón. Hay tres secciones de doble altura de la fachada que tienen grabados estampados, siguiendo el modelo del atrio del Temple Court Building, en lugar de ventanas.
Beekman Residences tiene 68 condominios sobre el piso 17, unos 52,4 m por encima del suelo. Estas unidades incluyen 20 unidades de un dormitorio, 39 unidades de dos dormitorios, 8 unidades de tres dormitorios y dos penthouses en los dos pisos superiores. La mayoría de los otros pisos tienen dos residencias en cada piso. Las residencias tienen ventanas en dos lados de la torre, con la sala de estar típicamente en la esquina, así como ventanas de 10 pies (3 m) techos y pisos de roble. Los espacios mecánicos se colocaron en la torre Beekman Residences, dentro de las secciones sin ventanas, debido a la falta de espacio en el Temple Court Building.

### hoteles y restaurantes
El hotel Beekman de 287 unidades se distribuye entre el Temple Court Building y la torre Beekman Residences. Dos de las unidades son suites dúplex ubicadas debajo de los techos del Temple Court Building. Si bien la mayoría de las unidades están ubicadas en el Temple Court Building, hay 75 suites adicionales en los pisos más bajos de la torre Beekman Residences. El estatus de hito del Temple Court Building impidió cualquier cambio significativo en esa parte de The Beekman sin la aprobación de la Comisión de Preservación de Monumentos Históricos de la Ciudad de Nueva York. En el piso 11, hay una terraza en el techo del Temple Court Building, así como comedores privados y salas multimedia.
The Beekman tiene dos restaurantes, operados por Keith McNally y Tom Colicchio. El restaurante de McNally, Augustine, abrió sus puertas en octubre de 2016. El restaurante de Colicchio, Temple Court, también abrió en octubre de 2016 y originalmente recibió su nombre de Fowler & Wells Company, una editorial que anteriormente operaba en el sitio del Temple Court Building. El nombre se cambió en agosto de 2017 después de que surgiera una controversia sobre las opiniones raciales de la editorial.

### Contexto
El sitio de The Beekman fue históricamente parte del primer distrito de teatros de la ciudad de Nueva York. Un teatro en el sitio, construido en 1761, acogió la primera presentación de la tragedia Hamlet en los Estados Unidos. El sitio daba a la puerta trasera del Park Theatre hacia el oeste. La editorial Fowler & Wells también ocupó un edificio en el sitio.
En 1830, la Biblioteca Mercantil de Nueva York construyó Clinton Hall en el sitio, ocupándolo hasta 1854; Clinton Hall también fue ocupado por la Academia Nacional de Diseño. Entre 1857 y 1868, la esquina de Theatre Alley y Beekman Street contenía el National Park Bank. A fines del siglo XIX, el área circundante se había convertido en la "fila de periódicos" de la ciudad. Se habían construido varias sedes de periódicos en el Park Row adyacente, incluido el edificio del New York Times, el edificio Potter, el edificio Park Row y el edificio New York World. Mientras tanto, la impresión se centró en Beekman Street.

### Construcción

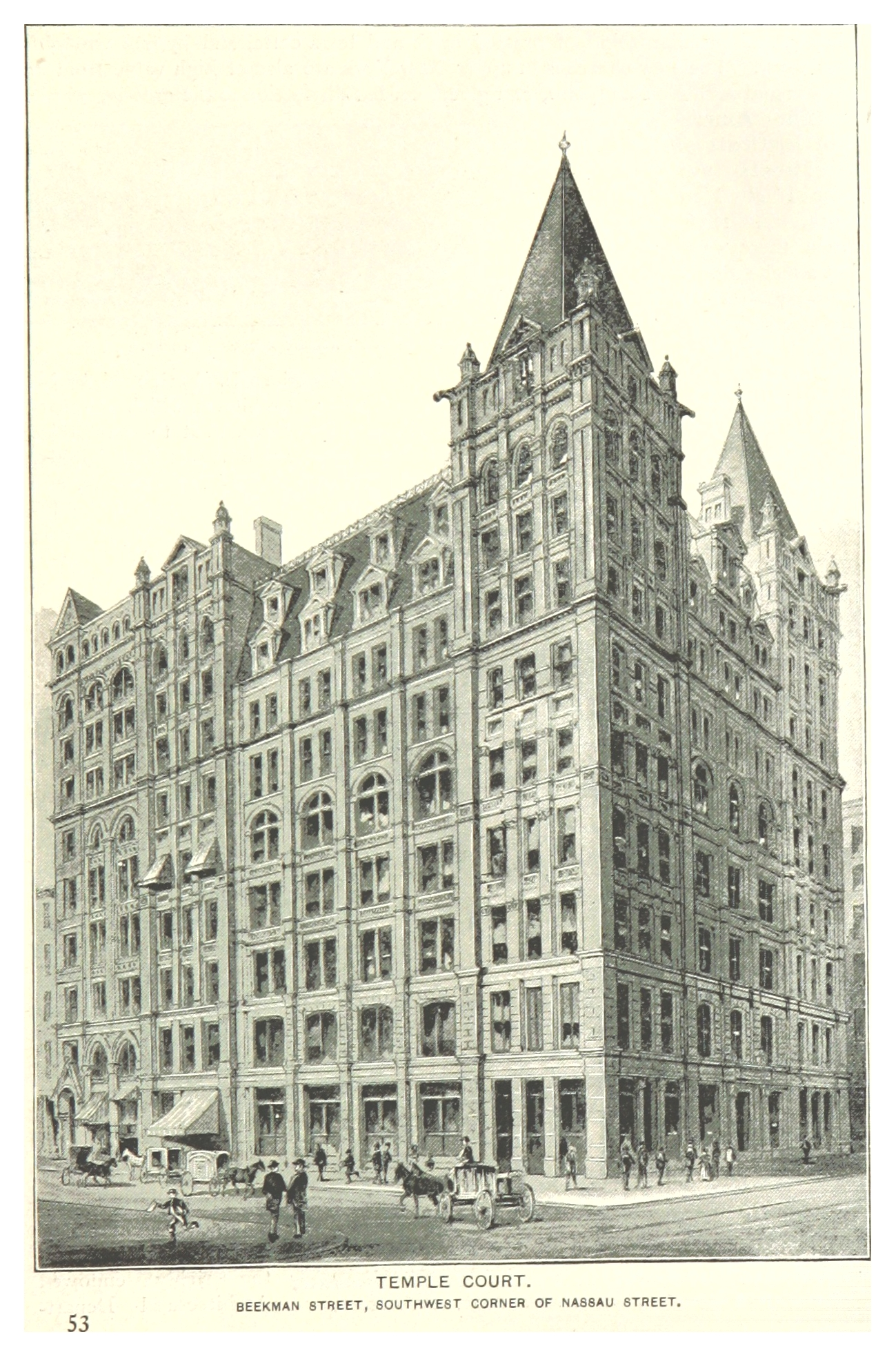
Una representación de 1893 de The Beekman en King's Handbook to New York City

A principios de 1881, el rico empresario Eugene Kelly había pagado 250 000 dólares por dos lotes en las calles Nassau y Beekman. The New York Times informó en enero que Kelly había contratado a Silliman y Farnsworth para construir una estructura en la propiedad. La empresa presentó planos ante el Departamento de Edificios de la ciudad de Nueva York en abril de 1881 para una estructura de oficinas de 10 pisos, que se convertiría en el edificio original. La estructura se llamaría "Kelly Building" y tendría una fachada de granito, ladrillo y terracota. Richard Deeves fue el contratista de la estructura y el trabajo comenzó en mayo de 1881, con una fecha de finalización prevista para mayo de 1882. La estructura iba a ser uno de los primeros edificios de oficinas que se erigió en el Bajo Manhattan después del pánico de 1873, y el Registro y Guía de Bienes Raíces predijo que Kelly obtendría una ganancia anual del 20% del costo del edificio.
Varios eventos retrasaron la finalización del edificio de Kelly. En 1881 se produjo una huelga de albañiles que detuvo la construcción. Se culpó a una corriente de viento del edificio por un incendio de enero de 1882 que destruyó el antiguo edificio New York World al otro lado de Beekman Street, en el sitio del edificio Potter. En marzo de 1882, el edificio Kelly pasó a llamarse Temple Court Building, o "Temple Court" para abreviar. La publicación británica The Building News afirmó que el edificio fue "llamado Temple Court, porque [fue] diseñado para oficinas de abogados", aunque esto no está confirmado por otros fuentes. El edificio de Temple Court se completó en mayo de 1883. Su construcción costó 750 000 dólares y el terreno debajo se estimó en 407 500 dólares.
El Temple Court Building fue rápidamente ocupado por inquilinos y Kelly compró los lotes en 119–121 Nassau Street en 1886. En ese momento, estos lotes estaban ocupados por un par de edificios de fachada de hierro de seis pisos. Farnsworth presentó planos para un anexo de 10 pisos en enero de 1889, que tendría una fachada de piedra, granito y ladrillo, con un techo de roca asfáltica. Farnsworth se había separado de su sociedad con Silliman varios años antes y estaba trabajando solo en el diseño del anexo. Posteriormente, Farnsworth cambió los planos del anexo para que tuviera una fachada de piedra caliza. Se esperaba que la expansión costara $ 300,000 e involucraría a John Keleber como albañil, Post & McCord como proveedor de hierro, William Brennan como albañil y EF Haight como carpintero. El trabajo de cimentación comenzó en junio de 1889 y el anexo casi se completó en septiembre. El trabajo se retrasó durante marzo de 1890 debido a una huelga de tres semanas que ocurrió cuando los trabajadores de albañilería sindicalizados se opusieron a la presencia de trabajadores no sindicalizados. El anexo se completó en mayo de 1890.

### Edificio de oficinas

#### Propiedad de Kelly
Las espaciosas instalaciones de The Beekman estaban destinadas a atraer una clientela de abogados. El Registro y Guía de Bienes Raíces declaró en 1882 que los edificios Tribune, Times, Morse y Temple Court estaban cerca de los tribunales del Centro Cívico, lo que hacía que estos edificios fueran ideales para abogados. Según The New York Times , durante el primer medio siglo de existencia del edificio, fue "uno de los mejores edificios de oficinas de la ciudad" durante varios años, y los abogados preferían sus instalaciones "hogareñas". Otras firmas también tomaron espacio en el Temple Court Building, incluidos sindicatos, anunciantes, compañías de seguros, sindicatos y detectives. Un inquilino a largo plazo fue el cartógrafo E. Belcher Hyde Company, que ocupó el edificio desde 1895 hasta 1939. Otra fue la Asociación de Comerciantes de Tabaco de los Estados Unidos, formada en 1915 para poner fin a una guerra comercial entre diferentes partes de la industria tabacalera, que colectivamente participaron en 700 millones de dólares de comercio cada año. Tras la muerte de Silliman en 1901, American Architect and Building News calificó el edificio de "popular y rentable". 
El 2 de abril de 1893, entre las 6:30 y las 7:30 am, se inició un incendio en la habitación 725 del anexo, una oficina de mecanografía. El fuego probablemente fue encendido por un cable eléctrico que cruzó una luz eléctrica, y luego se propagó a través de las paredes interiores de pino y las aberturas que dan al patio de luces. No hubo muertes: los únicos ocupantes del anexo, un conserje residente y su esposa que vivían en el décimo piso del anexo, pudieron escapar. Sin embargo, los daños en los cuatro pisos superiores del anexo fueron graves y 53 habitaciones sufrieron graves daños. La estructura del edificio y del anexo no sufrió daños. La industria de la construcción escudriñó el incendio, ya que había sido uno de los incendios más grandes en un edificio "a prueba de fuego" hasta la fecha.
Cuando Kelly murió en 1895, el edificio de Temple Court pasó a sus albaceas, que incluían a tres de sus hijos y otras dos personas. Su testamento especificaba que el Temple Court Building y su anexo "no se venderán hasta que, en opinión de los albaceas, sea perjudicial mantenerlos por más tiempo". Entonces se consideró que el edificio original y su anexo estaban en lotes separados. En 1907, las propiedades fueron transferidas a Temple Court Company, encabezada por los hijos de Kelly. La empresa tenía la intención de construir un nuevo rascacielos llamado Kelly Building en "unos cuatro o cinco años", en sustitución del Temple Court Building. La empresa adquirió la propiedad adyacente en 115–117 Nassau Street en 1913. El edificio sufrió "amplias reformas" dos años después: los escaparates se combinaron y los pilares de granito se reemplazaron por estructuras de acero. En los años siguientes, varios inquilinos se mudaron al Temple Court Building, incluidos los trabajadores estatales, del condado y municipales de América en 1938, así como los editores de mapas E. Belcher Hyde en 1940.

#### Cambios de titularidad
La hipoteca del inmueble estaba en manos de la Caja de Ahorro Industrial del Emigrante, que se hizo cargo del edificio en 1942 tras ejecutar la hipoteca. Luego, el banco vendió el edificio a Wakefield Realty Corporation en 1945. Wakefield Realty vendió el Temple Court Building a Region Holding Corporation, propiedad de la familia Shulsky, al año siguiente. La familia transfirió el edificio a otra de sus firmas, Satmar Realty, en 1953. En algún momento a mediados del siglo XX, se erigieron muros en cada piso para encerrar el patio central por razones de seguridad contra incendios, ocultando el atrio, las barandillas y el tragaluz de la vista del público. Una renovación durante la década de 1950 ocultó los elementos decorativos originales del edificio. La entrada principal también se modificó entre 1949 y 1950, y la entrada al anexo se convirtió en escaparate en 1963. Los lotes del edificio original y el anexo se combinaron en 1962.
Según una noticia publicada en 1942, los abogados se habían mudado porque el barrio estaba en decadencia. A mediados del siglo XX, muchas organizaciones laborales ocuparon un espacio en The Beekman. Los inquilinos incluían un corredor de seguros marítimos, así como la Liga de Resistentes a la Guerra y la Unión de Ciudadanos.
The Beekman fue renovado nuevamente a principios de la década de 1990 por John L. Petrarca, y se restauraron muchos de los elementos decorativos originales. A fines de esa década, Rena M. Shulsky planeaba restaurar el atrio del Temple Court Building y buscaba activamente un socio para restaurar The Beekman y erigir una torre en un terreno adyacente. El Temple Court Building y su anexo fueron designados un hito de la ciudad de Nueva York el 10 de febrero de 1998. El inquilino final del edificio fue el arquitecto Joseph Pell Lombardi, quien se mudó en 2001, dejando toda la estructura desocupada. La familia Shulsky vendió la propiedad en 2003 a Rubin Schron. Mientras el edificio permaneció desocupado, las paredes fueron removidas entre 2005 y 2008, revelando la claraboya y el atrio con sus elaboradas barandillas de hierro forjado. El 7 de septiembre de 2005, el Temple Court Building y su anexo fueron designados como propiedad contribuyente al distrito histórico de Fulton-Nassau, un distrito del Registro Nacional de Lugares Históricos.

### Reurbanización

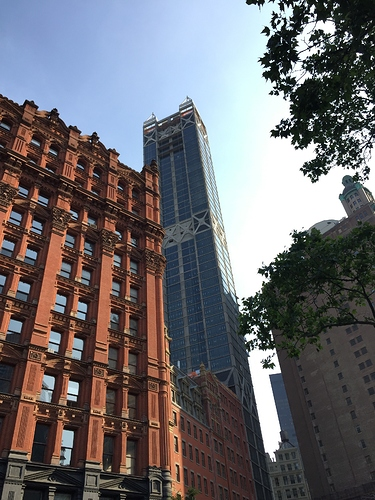
Torre residencial en construcción en 2016

En 2008, Joseph Chetrit y Charles Dayan compraron The Beekman de Schron por 61 millones dedólares, con planes para convertirlo en un hotel de 200 habitaciones. Hillel Spinner, en representación de la firma Bonjour Capital de Dayan, administró el edificio después de 2008. Con la crisis financiera de 2007-2008, se formaron disputas legales entre Chetrit y Dayan. Chetrit demandó a Dayan por 50 millones dólares, alegando que este último había prometido pagar un préstamo de construcción que había entrado en mora y luego se negó a pagarlo. Chetrit finalmente ganó un juicio de 2.45 millones de dólares. El acuerdo también ordenó que un tercero tendría que ser responsable de la remodelación del Temple Court Building.
Mientras continuaban las disputas legales y las ventas, el edificio del Tribunal del Templo de repente se hizo popular entre los exploradores urbanos y los fotógrafos. En mayo de 2010, la revista de moda Harper's Bazaar organizó una sesión de fotos en el edificio. A esto le siguió en julio una publicación viral en el blog Scouting NY, que despertó un gran interés en el edificio. El interior se utilizó como telón de fondo para la fotografía, incluidas sesiones de la supermodelo Iman y actores del drama Rubicon. Otros eventos incluyeron desfiles de moda y fiestas; rodajes de películas para series de televisión sobre crímenes como White Collar, Person of Interest, Law & Order y Law & Order: Special Victims Unit; y un video musical con Kanye West. Allí se llevó a cabo al menos una propuesta de matrimonio: un trabajador financiero que llevó a su novia, abogada, al edificio a fines de 2010 con el pretexto de recorrer el edificio. Estos rodajes generaron 1 millón de dólares en ingresos.
Allen Gross de GFI Capital Resources intentó comprar el Temple Court Building en 2011. Sin embargo, ese octubre, André Balazs compró el edificio. En enero de 2012, Balazs puso a la venta el edificio tras haber invertido 5 dólares millones de dólares, y dos meses después, fue comprado por GFI Capital Resources por $64 millón. GFI también compró 115–117 Nassau Street de Shulskys por 22 millones de dólares. Como parte de la venta, el Temple Court Building se convertiría en un hotel bajo la marca Thompson Hotels. Los rodajes y los eventos habían comenzado a disminuir a fines de 2012; los dos últimos eventos que tuvieron lugar en el edificio fueron el desfile de moda de H&M en octubre de 2012 y el desfile de moda de Proenza Schouler en septiembre de 2013.
En enero de 2014 se iniciaron las obras de la torre Beekman Residences, diseñada por Gerner Kronick + Valcarel. La torre, junto con el Temple Court Building y su anexo, se convertiría en parte de un solo complejo llamado Beekman Hotel and Residences. El Temple Court Building también recibió una renovación, ya que Gerner Kronick + Valcarel reemplazó la claraboya y renovó su atrio con sus azulejos y molduras originales. Randy Gerner, un arquitecto de la firma, también elevó la altura de las puertas para tener en cuenta la altura de la gente moderna, que había aumentado en promedio desde que se erigió el Temple Court Building. Colicchio y McNally fueron contratados para administrar restaurantes en The Beekman en septiembre de 2014, y las ventas de condominios comenzaron el mes siguiente. La torre se completó en gran parte a mediados de 2015. En agosto de 2016, el Temple Court Building reabrió como parte del hotel Beekman, el resto del cual estaba ubicado en la nueva torre residencial. Los dos restaurantes del hotel abrieron dos meses después. Para octubre de 2017, se habían vendido todos los condominios excepto nueve. El ático se vendió en agosto de 2020 por 12,5 millones de dólares, convirtiéndose en la última "unidad patrocinadora" del edificio que se comprará.

## Recepción
Las primeras revisiones arquitectónicas del Temple Court Building fueron mixtas. Una revisión del edificio comparó los dos techos piramidales con "orejas de burro" y lo describió como "arquitectónicamente anodino". Por el contrario, el crítico Montgomery Schuyler elogió el edificio antes de su finalización como una "animación en el horizonte", mientras que Moses King escribió en A Handbook For New York City que Temple Court era "una excelente estructura de oficinas". Un escritor de uno de los inquilinos del Temple Court Building, la revista literaria The Manhattan, lo elogió como "leal y suntuoso". El periódico New York 1895 Illustrated llamó al Temple Court Building "el pionero entre los grandes edificios de oficinas" debido a su forma y altura. Por el contrario, el crítico Montgomery Schuyler elogió el edificio antes de su finalización como una "animación en el horizonte", mientras que Moses King escribió en A Handbook For New York City que Temple Court era "una excelente estructura de oficinas". Pronto fue superado por otras estructuras como el Edificio Potter en altura. Aun así, Temple Court fue un precursor de los edificios de apartamentos de dos torres en Central Park West que se erigieron en la década de 1930, así como de los grandes edificios de oficinas que luego se construirían en el distrito financiero. El historiador de arquitectura Robert A. M. Stern, en su libro de 1999 New York 1880, dijo que los picos gemelos de Temple Court "le dieron algo de la presencia de un verdadero rascacielos". 
Después de que el Temple Court Building fuera abandonado en 2001, se lo denominó "ese edificio abandonado". Un escritor del sitio web 6sqft describió el atrio abandonado como en un "estado de abandono inquietantemente hermoso", y otro crítico del sitio web The Travel dijo que el atrio era "uno de los únicos edificios en el país que se veía igual de impresionante abandonado como lo hace como un hotel de alta gama". La revista Building Design+Construction describió el hotel como "un éxito instantáneo". Las críticas sobre la torre fueron más negativas. Un crítico del sitio web New York Yimby calificó los "parapetos mal proporcionados" de la torre como "una afrenta a los neoyorquinos y al horizonte". Otro crítico de Curbed dijo: "A menos que la representación sea simplemente mala, parece que [los parapetos de la torre] pueden atribuirse a un esfuerzo artificial de cohesión".